# Libnotes (Metalibnotes) watti
Libnotes (Metalibnotes) watti is een tweevleugelige uit de familie steltmuggen (Limoniidae). De soort komt voor in het Australaziatisch gebied.